# (8191) Mersenne
(8191) Mersenne es un asteroide que forma parte del cinturón de asteroides y fue descubierto el 20 de julio de 1993 por Eric Walter Elst desde el Observatorio de La Silla, Chile.

## Designación y nombre
Mersenne fue designado al principio como 1993 OX9.
Más tarde, en 1998, se nombró en honor del filósofo y matemático francés Marin Mersenne (1588-1648).

## Características orbitales
Mersenne orbita a una distancia media de 2,263 ua del Sol, pudiendo alejarse hasta 2,511 ua y acercarse hasta 2,016 ua. Tiene una inclinación orbital de 2,828 grados y una excentricidad de 0,1093. Emplea en completar una órbita alrededor del Sol 1244 días. El movimiento de Mersenne sobre el fondo estelar es de 0,2895 grados por día.

## Características físicas
La magnitud absoluta de Mersenne es 14,6.